# Platythyrea dlusskyi
Platythyrea dlusskyi (лат.) — ископаемый вид муравьёв из подсемейства Ponerinae (Formicidae). Назван в честь российского палеоэнтомолога и мирмеколога Геннадия Михайловича Длусского (МГУ, Москва, Россия).

## Описание
Обнаружен в нижнеэоценовом уазском янтаре (Франция, Ле-Кенуа, Ипрский ярус, 55—52 млн лет назад). Длина тела рабочих 8 мм. Длина головы 1,65 мм, ширина головы 1,30 мм, длина скапуса усика 1,55 мм. Голова длиннее своей ширины, передний край клипеального края и бока выпуклые, задний край почти прямой; мандибулы с 10-11 тупыми зубчиками на жевательном крае, с наружным краем слегка вогнутым медиально; места прикрепления усиков широко расставлены; скапус усика равномерно изогнутый и немного превосходит затылочный край; первый сегмент жгутика усика меньше второго. Заднегрудь сзади и сверху с двумя небольшими притуплёнными зубцами. Петиоль длиннее своей ширины, его дорсальный склерит имеет форму параллелепипеда, с небольшим зубцом в переднебоковых углах, передний и дорсальный края равномерно выпуклые, задний край слегка вогнутый.